# Francisco Urroz
Francisco Urroz est un footballeur international chilien, né le 14 décembre 1920 et mort le 22 janvier 1992 à Concón. Il évolue au poste de défenseur du début des années 1940 au début des années 1950.
Formé à l'Unión Española avec qui il remporte le championnat en 1943, il joue ensuite à Colo Colo et gagne un nouveau titre de champion  en 1947.
Il compte dix sélections en équipe du Chili et dispute les Copa América 1947 et 1949 ainsi que la Coupe du monde de 1950.

## Biographie
Francisco Urroz est formé à l'Unión Española avec qui il est champion du Chili en 1943. Il rejoint en 1945 Colo Colo dont il est l'unique recrue de la saison. Il remporte avec ce club le championnat en 1947 en disputant les vingt-quatre rencontres de la saison. Il connait cette même année sa première sélection en équipe nationale lors de la  Copa América 1947. Il est titulaire lors de la compétition en défense centrale que le Chili termine à la cinquième place.
Il joue également ensuite l'édition 1949 de la compétition sud-américaine. Il est sélectionné pour la Coupe du monde de 1950 au Brésil mais ne dispute aucune rencontre, Arturo Farías s'imposant en défense centrale.

## Palmarès
Francisco Urroz remporte le championnat en 1943 avec l'Unión Española et en 1947 avec Colo Colo.
Il compte dix sélections pour aucun but inscrit en équipe nationale et dispute les Copa América 1947 et 1949 ainsi que la Coupe du monde de 1950.